# Paula Belmonte
Paula Moreno Paro Belmonte (São Paulo; 23 de junio de 1973) es una empresaria y política brasileña, miembro del Directorio Nacional de Ciudadanía. Actualmente ocupa su primer mandato como diputada federal por el Distrito Federal, habiendo ocupado ya la subdirección de la bancada. Es miembro de los Frentes Parlamentarios Evangélicos (FPE), Agropecuarista (FPA), Ecologista y Contra la Legalización del Aborto.

## Política
Paula Belmonte se postuló por primera vez para un cargo público en las elecciones de 2018, y con 46.069 votos fue una de las ocho personas elegidas para la Cámara de Diputados por el Distrito Federal.
Entre los principales votos en el congreso, Paula votó a favor en las siguientes agendas: en la MP 867 (que, según ambientalistas, reformaría el Código Forestal de amnistía por deforestación); en MP 910 (conocido como MP da Grilagem); criminalización de los responsables de la rotura de represas; PEC de la Reforma Previsional (y también para que no se incluyera a los docentes en la nueva normativa de la misma); PL 3723 que regula la práctica de francotiradores y cazadores; "Paquete anti-crimen" de Sergio Moro; Nuevo Marco Legal de Saneamiento; el congelamiento salarial de los servidores públicos (2020) y la autonomía del Banco Central.
Belmonte fue la única parlamentaria de su bancada que votó en contra de la amnistía de la deuda de las iglesias. También votó en contra de la convocatoria de una Convención Interamericana contra el Racismo, lo que provocó que Roberto Freire, presidente nacional de las siglas, cuestionara su conducta por ir en contra de los principios de Ciudadanía. Belmonte también votó, en sintonía con Ciudadanía, contra el aumento del fondo del partido y la posibilidad de alterar o disminuir el Fondo Electoral.
En abril de 2020, Paula creó un proyecto de ley para autorizar el uso de la ozonoterapia como tratamiento complementario ante la COVID-19, incluso sin evidencia científica de efectividad. En junio de 2020, Luís Felipe Belmonte (PSDB), esposo de Paula, fue objeto de investigaciones por parte de la Policía Federal en la investigación de fake news. Él y Jair Bolsonaro son coordinadores del partido Alianza por Brasil. Tras el incidente, Paula protestó en el pleno de la Cámara con los ojos vendados.
En enero de 2021, luego de que el ejecutivo nacional de Ciudadanía se declarara a favor del juicio político de Bolsonaro y a favor de la candidatura de Baleia Rossi (MDB-SP) a la presidencia de la Cámara, Paula se reunió con el otro candidato Arthur Lira (PP-AL), afirmando que no está obligada a seguir la línea del partido y que no está de acuerdo con el juicio político. El 19 de febrero, Paula y Josias da Vitória (ES) no siguieron la orientación de la bancada del partido y votaron en contra de la detención del parlamentario bolsonarista Daniel Silveira (PSL/RJ).

## Resultados electorales

### Cámara de Diputados de Brasil
|  | 3,20 % |

|  | 0,00 % |

### Cámara de Diputados de Distrito Federal
|  | 1,03 % |

|  | 4,14 % |